# Sven Møller Kristensen
Sven Møller Kristensen (* 12. November 1909; † 3. August 1991) war ein dänischer Literaturhistoriker, -kritiker und -soziologe, der sowohl mit dem Søren-Gyldendal-Preis als auch mit dem Georg-Brandes-Preis ausgezeichnet wurde.

## Leben
Nach dem Schulbesuch studierte Møller Kristensen Literaturgeschichte; er verfasste bereits zu der Zeit neben Musikkritiken zu Jazzmusik auch Liedtexte wie Sangen om Larsen und arbeitete dabei als Jazzpianist mit dem Komponisten Bernhard Christensen zusammen. 1938 erfolgte seine Promotion mit einer Dissertation zum Thema Impressionismen i dansk Prosa 1870-1900.
In der Folgezeit verfasste er zahlreiche literaturhistorische Aufsätze in Fachzeitschriften und Fachbücher. Mit seinem 1942 und 1945 erschienenen zweibändigen Werk Digteren og Samfundet i Danmark i det 19. Aarhundrede begründete er die literatursoziologische Forschung in Dänemark.
Daneben beschäftigte er sich in der Zeit nach dem Zweiten Weltkrieg mit Gegenwartsliteratur und zwar zum einen von 1945 bis 1953 als Literaturkritiker bei Land og Folk, der Tageszeitung von Danmarks Kommunistiske Parti, zum anderen aber auch in seinen Büchern Amerikansk litteratur 1920-47 (1948) und Dansk litteratur 1918-50 (1950).
1953 nahm er den Ruf auf eine Professur für nordische Literatur an der Universität Aarhus an, ehe er zwischen 1964 und 1979 als Professor für nordische Literatur an der Universität Kopenhagen tätig war.
Møller Kristensen, der 1959 mit dem Søren-Gyldendal-Preis ausgezeichnet wurde, verfasste neben seiner Lehrtätigkeit zahlreiche literaturtheoretische, werkanalytische und literaturhistorische Arbeiten über die Romantik wie Den dobbelte eros (1966). 1965 gehörte er neben Svend Erik Stybe, Tom Fenchel und anderen zu den Mitautoren des Buches En moderne humanisme.
Für seine literatursoziologischen Essays wurde ihm 1970 der Georg-Brandes-Preis verliehen. Später erschienen noch die Bücher Den store generation (1974) über Schriftsteller wie Johannes Vilhelm Jensen und Martin Andersen Nexø, Den kødelige rationalisme: Digtning, musik, opdragelse, kultursociologi : artikler og vers 1936-79 (1979) sowie Georg Brandes. Kritikeren, liberalisten, humanisten (1980), eine umfassende Darstellung von Leben und Werk des Literaturkritikers, Philosophen und Schriftstellers Georg Brandes.

## Auszeichnungen
- 1959 Søren-Gyldendal-Preis